# Cofradía Penitencial de la Santa Vera-Cruz (Palencia)
La Cofradía de la Santa Vera Cruz de Palencia (cuyo nombre completo es el de Real, Muy Antigua, Venerable y Dominicana Cofradía Penitencial y Sacramental de la Santa Vera-Cruz, de Nuestra Señora Madre de la Iglesia, del Niño Jesús y de la Resurrección de Cristo) es una hermandad penitencial que participa en los desfiles penitenciales de la Semana Santa en Palencia. Si bien la Cofradía del Santo Sepulcro parecía ser la hermandad fundada en Palencia más antigua, la de la Vera-Cruz, recientemente ha recuperado el grado de ser la más antigua que procesiona hoy día en dicha ciudad (importancia simbólica e histórica, que no la hace ser mejor que ninguna otra). Hasta hace poco tiempo se situaba la fecha de su fundación en el año 1415. Sin embargo, recientes estudios han demostrado que el origen de la Cofradía de la Vera-Cruz de Palencia viene de la fundación conjunta en el Monasterio de Santo Toribio de Liébana por los obispos Juan de León, Raimundo de Palencia, Rodrigo de Oviedo y Marino de Burgos, entre mayo y septiembre de 1181 en torno a la reliquia de dicho monasterio. El asentamiento de la cofradía fue desigual en esas provincias y su extensión por otras, pero siempre unidas en el culto a la Santa Cruz del Señor. Un documento de fecha 1738 habla de su existencia en la capital desde hace 500 años o más, por lo que la fecha de 1238 se considera que ya existía en la capital. De ahí que se fije su creación en el primer cuarto del siglo XIII. Estos datos han sido certificados por el Obispado Palentino.
Su contribución a la Semana Santa Palentina es una de las más importantes, ya que cuenta con una gran cantidad de pasos, hermanos y procesiones a su cargo, pero esta cofradía en especial se caracteriza por tratar de innovar en lugar de seguir el tradicional carácter silencioso y solemne de la Semana Santa de Palencia en su procesión principal de la Oración del Huerto especialmente.

## Hábito
Esta cofradía viste túnica y capillo negros con una capa de raso verde, con los botones de la túnica a juego. Ésta se complementa con un cíngulo negro. Los zapatos y los guantes son también negros. Lleva los escudos pegados al capillo, capa y túnica. En las procesiones de los dos domingos de la Semana, cambian (como la mayoría de hermandades) el capillo por la medalla y los guantes negros por unos blancos.
Su objeto fue durante algún tiempo una "vara" de plástico negro que iba rematada con una cruz verde que emitía luz viéndose sustituida por la actual vara metálica con la insignia de la cofradía rematando su parte superior. Hace más años aún se llevaban unos gallardetes de madera pintados en verde.

## Tallas de la Vera-Cruz
Al contrario que lo que sucede con otras grandes cofradías palentinas, no todas las tallas de la Vera-Cruz son de su propiedad. La cofradía procesiona también una talla perteneciente a los PP Dominicos y otra a las MM. Dominicas ambos conventos situados en la plaza de San Pablo. Dichas tallas son:
- Yacente: Valiosa y antigua talla del siglo XV. Se procesiona sobre una camilla. Su rostro refleja, el gran dolor y sufrimiento de la pasión. A pesar de tratarse del mismo momento que la talla titular del Santo Sepulcro las diferencias entre ellos son muy acusadas pudiéndose ver en este el patetismo castellano llevado al extremo rozando lo tenebroso. Su pelo y barba naturales aparecen alborotados y le cubren parcialmente el rostro. El cuerpo se halla algo retorcido y tenso, casi como si estuviese vivo aún. Es confundido a veces con el Cristo Yacente del palentino convento de las Claras, al que se le atribuye, popularmente, el milagroso hecho de crecerle tanto el pelo, como las uñas. Se encuentra custodiado en la Capilla de la Santa Cruz (Iglesia de San Pablo).

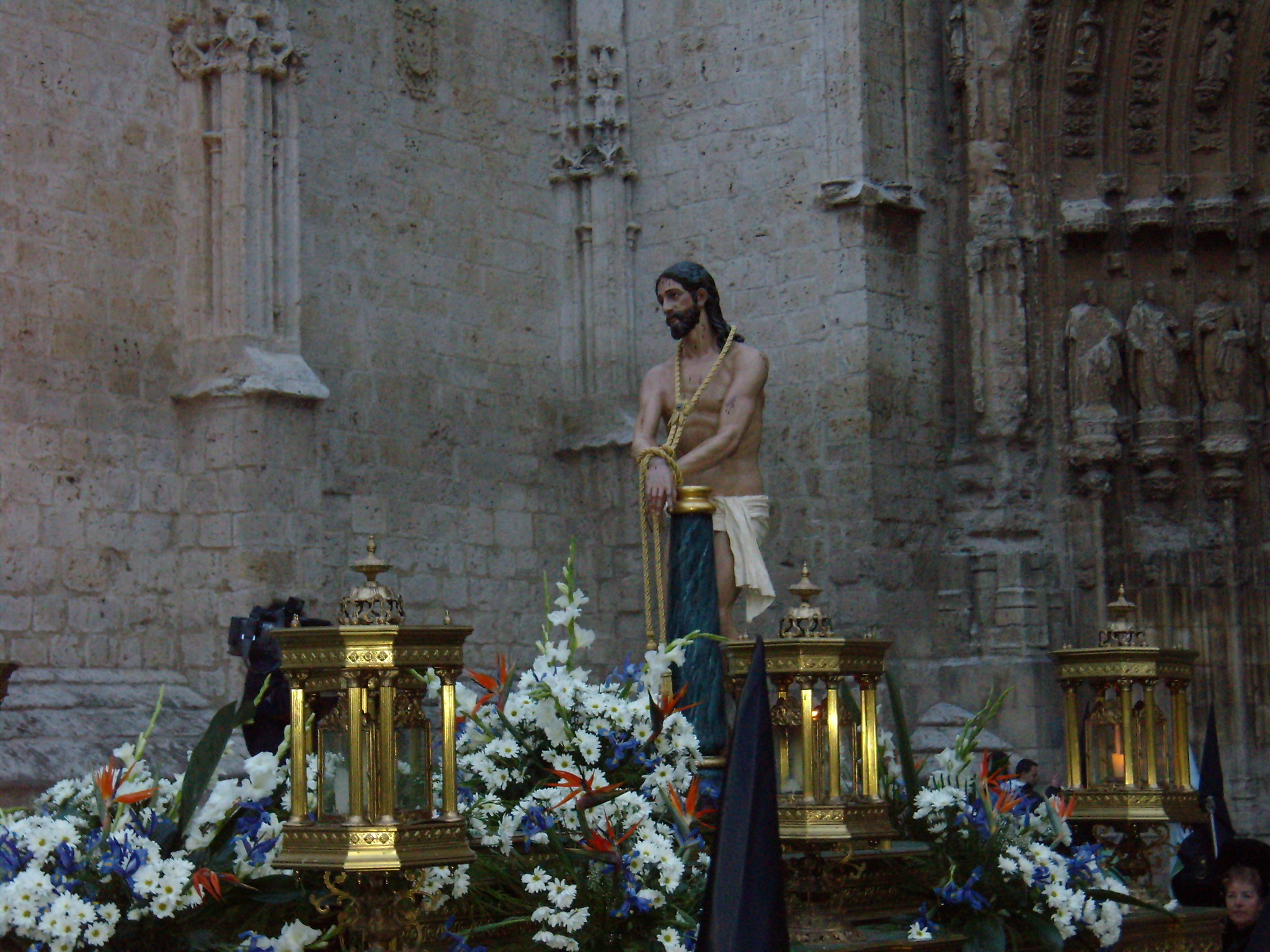
Cristo atado a la columna,

- Cristo Atado a la Columna:Cristo atado a la columna, siglo XVII Talla del siglo XVII en la que aparece Jesús semidesnudo con una anatomía perfecta, es delgado y musculoso y no pretende patetizar el momento hasta el punto que ni siquiera tiene los latigazos marcados aún. Jesucristo se encuentra atado a una pequeña columna de mármol azul con una cuerda dorada. Se sabe que antiguamente esta imagen tenía más figuras que desaparecieron. También se expone permanentemente en la capilla de la Santa Cruz.

- Coronación de Espinas: Es una talla que si bien no tiene la armonía de la talla anterior sí tiene el típico patetismo castellano. Jesús aparece en esta ocasión sentado con una caña en la mano, con la clámide roja sobre sus hombros y una corona de espinas muy gruesa, quizá para subrayar el momento que representa.

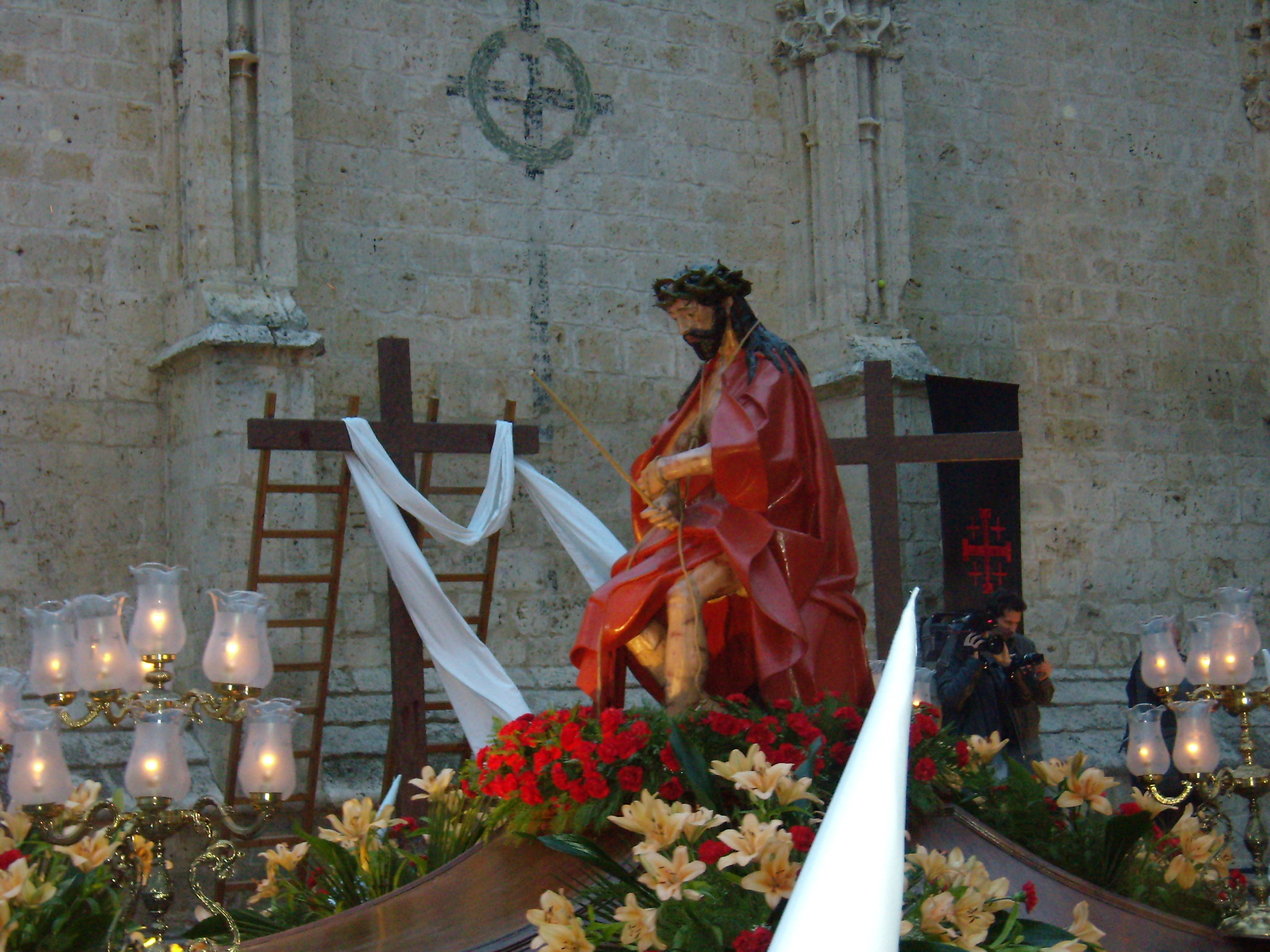
Coronación de Espinas en la antigua Procesión de Pasión y Santo Entierro

- Oración del Huerto: Talla de vestir del siglo XVII de cierto idealismo patente en el rostro "académico" de Jesús y del ángel y en sus expresiones. Representa el momento en el que Jesús habla con su padre pidiéndole que aparte ese cáliz de él. Esta petición está reflejada en el ángel que está frente a él, tiene apariencia de niño y lleva una cruz negra en un brazo y un cáliz en la mano, aparece entre unas ramas de olivo. La talla de Jesús es de vestir y tiene cabello real. Es llevado sobre una carroza de madera con detalles labrados rematada con tela roja.

- Jesús Crucificado de San Pablo(También conocido como Cristo del Otero de San Pablo): Es una talla de la escuela palentina del siglo XVII . Se trata de un Cristo con cierto idealismo, está vivo y no aparece ni demasiado dolorido ni con mucha sangre lo que hace pensar que su calvario no ha hecho más que comenzar y su mirada, muy triste, está dirigida hacia el cielo.(perteneciente a los PP. Dominicos)

- Virgen del Rompimiento de 1942 y anónima. Esta imagen olotina está vestida con un traje beige con dibujos florales en la parte inferior y con un manto azul claro rematado con flores doradas. Su rostro de gran juventud y belleza refleja su alegría por la Resurrección de Jesús. Dispone de un velo negro y manto del mismo color bordado en oro, que se retira durante la procesión del Domingo de Resurrección.

- Lágrimas de San Pedro: Imagen de San Pedro llorando su traición, también es patética pero el vestido, que es natural, enriquece la imagen. Es de color verde y bordado en oro. Paso adquirido el pasado siglo por la cofradía. Su principal curiosidad es que se trataba de una imagen del Cirineo hecho que queda patente en la posición de sus manos.

- Santísimo Cristo de la Vera-Cruz: Es la talla más antigua y pequeña de la cofradía, data del siglo XV. Tras una profunda restauración recobró toda su calidad original. Es de estilo flamenco pero representa con gran exactitud el patetismo castellano.

- Santa Vera-Cruz del siglo XVII y XX. Es la talla titular de la cofradía. Fue tallada por Gregorio de la Portilla y Tomás de la Sierra y su gran carroza es obra del escultor Melchor Gutiérrez. Se trata de una cruz dorada calada cuyos orificios van cubiertos por espejos. En el centro de la cruz se encuentra una valiosa reliquia: El Lignum-Crucis, es un pequeño fragmento de madera que roja con un detalle pintado en blanco, el valor de esta reliquia radica en que ha sido bendecida como un trozo de la verdadera cruz en la que murió Cristo. A pesar de la controversia que rodea este tipo de objetos, la Santa Sede envió en 2002 un certificado de autenticidad junto a la reliquia que le aporta credibilidad. La cruz está enclavada sobre una nube y unos rayos tallados en madera, todo ello sostenido por ocho pequeños angelotes, es aquí donde termina la talla antigua y comienza la gran carroza moderna. Consiste en una gran peana decorada con relieves azulados y sobredorados muy sinuosa la sostiene la carroza propiamente dicha, más grande que la peana y decorada en las esquinas con cuatro grandes y modernos ángeles que aportan gran suntuosidad, los cantos de la carroza están decorados con jardineras de características similares a la peana. Para transportar este gran paso hacen falta ocho filas de costaleros y para marcar su alzamiento y descenso lleva una campana que produce un sonido grave y envolvente muy característico. Como otras tallas, esta se puede ver presidiendo la Capilla de la Santa Cruz. Desde la certificación de autenticidad de la Santa Sede, en la procesión es precedida por, unos monaguillos o hermanos, que portan un inciensario, con objeto de purificar su paso por la calle.

- Ntra. Sra. de la Vera-Cruz: Imagen mariana de la cofradía, es quizá el paso palentino más semejante a la imagen prototípica de la Semana Santa andaluza. Data de 1997 y su autor es Melchor Gutiérrez. El rostro de la imagen aparece dolorido, lleva una gran corona dorada que hace juego con sus pendientes dorados y rematados con perlas. Lleva también un vestido blanco bordado en oro y el gran manto que posee es de terciopelo negro bordado en oro con el reverso verde a imitación del hábito de la cofradía. Fue confeccionado por los hermanos y hermanas de la cofradía al igual que la antigua carroza. El palio bajo el que se encuentra está muy decorado así como las andas doradas con imágenes de los apóstoles en tonos metalizados. Es uno de los pasos más grandes de la Semana Santa. En el año 2006 se estrenó una vanguardista estructura para la carroza que reducía notablemente el peso total del paso. El alzamiento de imagen se marca con una campana de sonido parecido al de la Vera-Cruz. Dispone, además, de otros 8 hábitos, uno de estilo hebreo, uno que intenta asemejarse al de la Inmaculada, otro más que es completamente blanco con un manto verde, uno que se asemeja al de un cofrade, uno de luto utilizado en noviembre y uno rojo que solamente ha sido utilizado una vez. Además se conserva el traje que Nuestra Señora usaba cuando se encontraba situada en la casa hermandad y otro que se utiliza en la procesión de Soledad de la Virgen que es completamente negro, más acorde con el significado de la procesión Además, en este último desfile se sustituye sus fastuosas andas con palio por una sencilla carroza llevada a hombros. Es, junto con la imagen de Nuestra Señora de la Soledad, la única que desfila bajo palio si bien ésta otra es mucho más austera. Durante todo el año se encuentra situada en la Iglesia Conventual de San Pablo.

- El Lavatorio y la imagen de San Juan del 2002 y 2006 respectivamente y del mismo autor, Melchor Gutiérrez. Estas dos obras son características por tener cierta influencia del Greco presente en el alargamiento de manos y pies, por sus singulares posturas y por sus tonos metalizados hecho que le han acarreado cierta polémica. En la primera de las tallas es representado el momento en el que Jesús llama a los apóstoles para que se acerquen a recibir la purificación del Lavatorio. Jesús tiene un rostro sereno y la barba y pelo rizados y rubios con tonos metalizados ofreciendo una imagen de Jesús que difiere de la habitual. Va vestido con un traje dorado muy replegado. De su hombro derecho cuelga un paño rojo bandeado, tiene un brazo en alto con la mano extendida que le otorga un aspecto majestuoso y con la otra mano sujeta una jarra plateada de cuidada decoración. El paso se completa con dos de sus apóstoles con poses de gran barroquismo, el primero de ellos tiene un traje rojo metalizado y bandeado que parece hacer juego con el paño del hombro de Jesús y el segundo viste un traje plateado que le deja los hombros y las piernas al descubierto. Todo ello va sobre una sencilla carroza de madera rematada con tela azul que suele decorarse con ostentosos bodegones de frutas y flores en las partes delantera y trasera.

San Juan presenta un estilo muy similar al último de los apóstoles: cabellos plateados y traje metalizado. Además sostiene una copa dorada y aparece con el otro brazo alzado.
- La Sagrada Cena del Señor de Melchor Gutiérrez (2006) es uno de los pasos más grandes de Castilla y León. Tampoco se acerca al estilo de otros pasos de la misma temática sino que se asemeja bastante al de las tallas anteriormente descritas pero en esta ocasión con los colores completamente diferentes sustituyéndose los oros y metalizados por colores térreos y pardos de poca intensidad. No representa el momento de la cena sino la preparación para que todos los apóstoles sean visibles ya que así la mayoría pueden estar mirando hacia el público sin forzar la escena. Desfila sobre una gran carroza verde tirada por los hermanos de la Vera-Cruz. Fue bendecido a la vez que el paso de San Juan. Se aprecia a un Jesús sereno con un importante parecido al del Lavatorio y como curiosidad cabe destacar que en el paso hay tallados también dos gatos.

La cofradía también procesiona una imagen que pertenece a las Madres Dominicas:
- Nuestra Señora del Dolor: Es una talla del siglo XIX de vestir cubierta por un vestido negro bordado en oro y un velo de las mismas características. Su rostro está idealizado y en la mano lleva un rosario y la corona de espinas de Jesús.

## Procesiones que organiza esta hermandad
- Procesión del Santo Rosario del Dolor. Domingo de Ramos-19:30
- Procesión de la Oración del Huerto. Jueves Santo-19:30
- Procesión del Dolor. Sábado Santo-19:30
- Procesión del Rompimiento del Velo. Domingo de Resurrección-8:45

## Hermanos Mayores Honorarios
La cofradía ha concedido el título de Hermanos Mayores Honorarios a los Reyes de España, Don Felipe y Doña Letizia y a la Banda Municipal de Palencia.